# Pizzo (Kalabrien)
Pizzo ist eine italienische Gemeinde in der Provinz Vibo Valentia der Region Kalabrien mit 8773 Einwohnern (Stand 31. Dezember 2023).
Pizzo liegt im südlichen Teil des Golfs von Sant’Eufemia auf einem steilen Klippengebirge, 44 m s.l.m.. Der Ort ist Urlaubsort und ein Zentrum der Fischerei, besonders von Thunfisch.

## Geschichte
Pizzo wurde in griechischer Zeit gegründet. Nach dem Gründer „Nepeto“ heißen die Bewohner noch „Napetini“. Im 15. Jahrhundert ließ Ferdinand I. eine Burg, das Castello Aragonese (heute Castello Murat) errichten, die ein Museum beherbergt.
1815 wurde der Schwager Napoleons, Joachim Murat, seinerzeit König von Neapel, hier nach fünftägiger Gefangenschaft am 13. Oktober erschossen, womit die französische Fremdherrschaft über Süditalien endete.

## Sehenswürdigkeiten
- Castello Murat (Castello Aragonese)
- Im Zentrum liegt die Kirche San Giorgio, die 1632 errichtet wurde, in der Joachim Murat bestattet ist.
- Die Chiesetta di Piedigrotta ist ein Grottenheiligtum im Tuffgestein. Der Legende nach sollen am Ende des 17. Jahrhunderts neapolitanische Schiffbrüchige zum Dank für ihre Errettung einen Altar gestiftet haben. Um 1900 wurde die Grotte von Angelo und Alfonso Barone mit biblischen Figuren aus dem Tuff herausgearbeitet.

## Essen
Pizzo ist der Ursprungsort der Eisspezialität Tartufo.

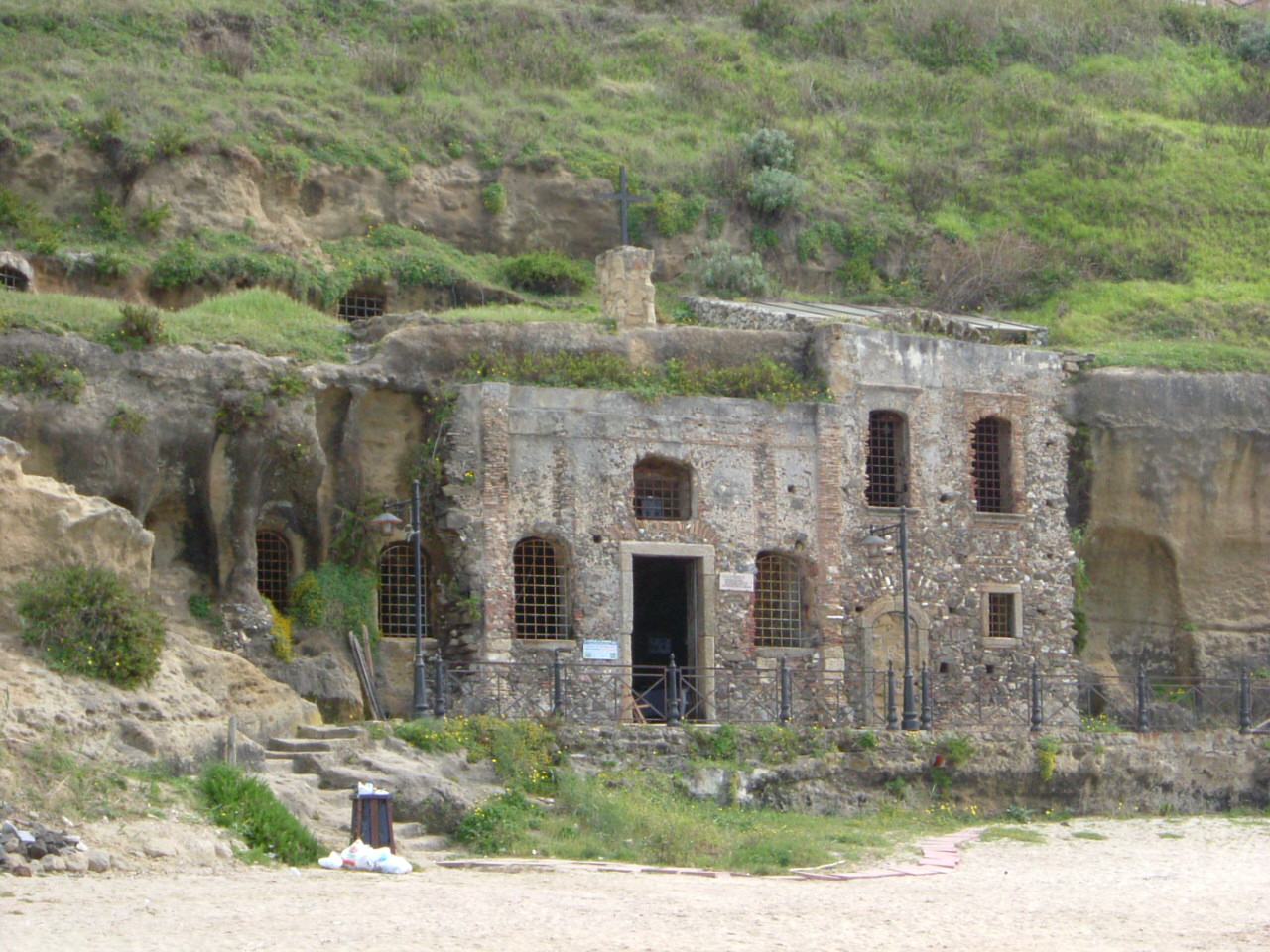
Chiesetta di Piedigrotta
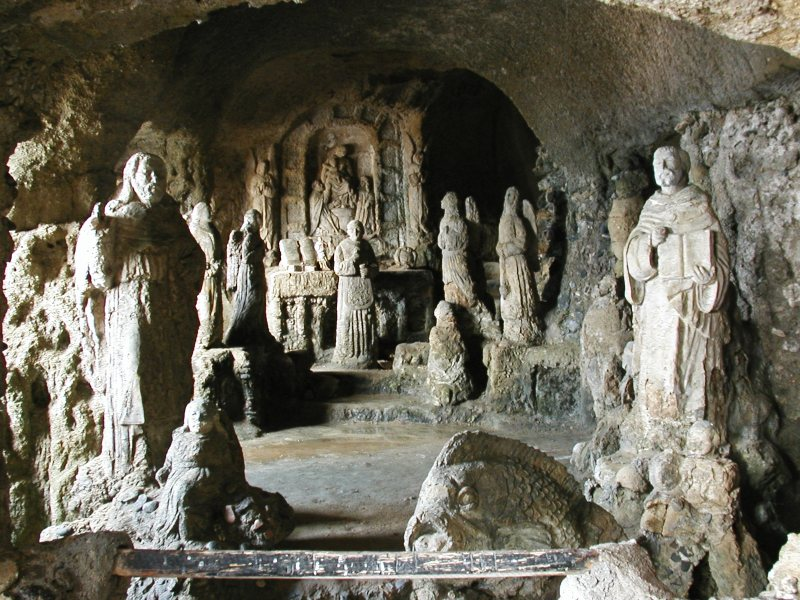
Heiligenfiguren in der Chiesetta die Piedigrotta
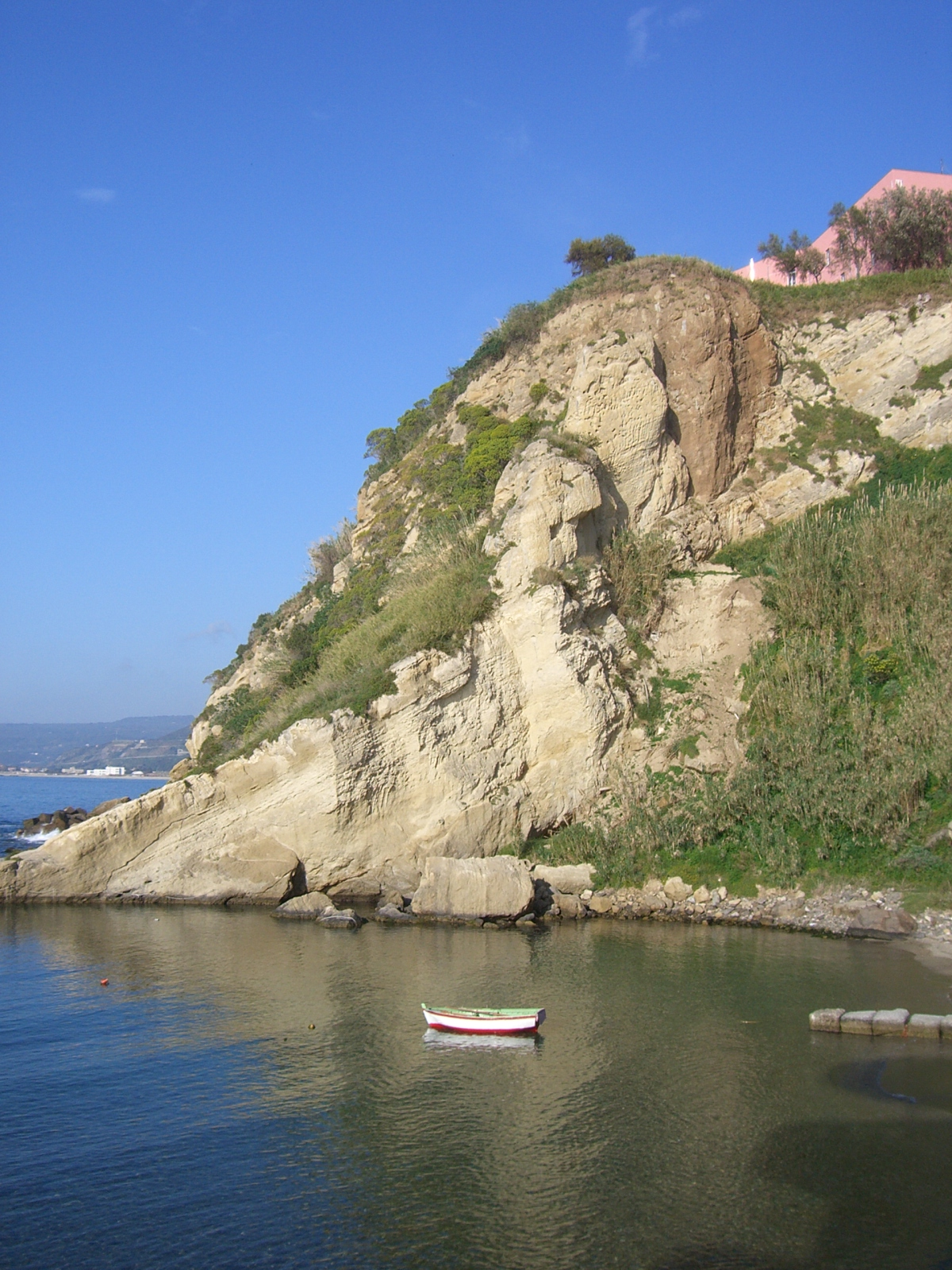
Meeresbucht in Pizzo
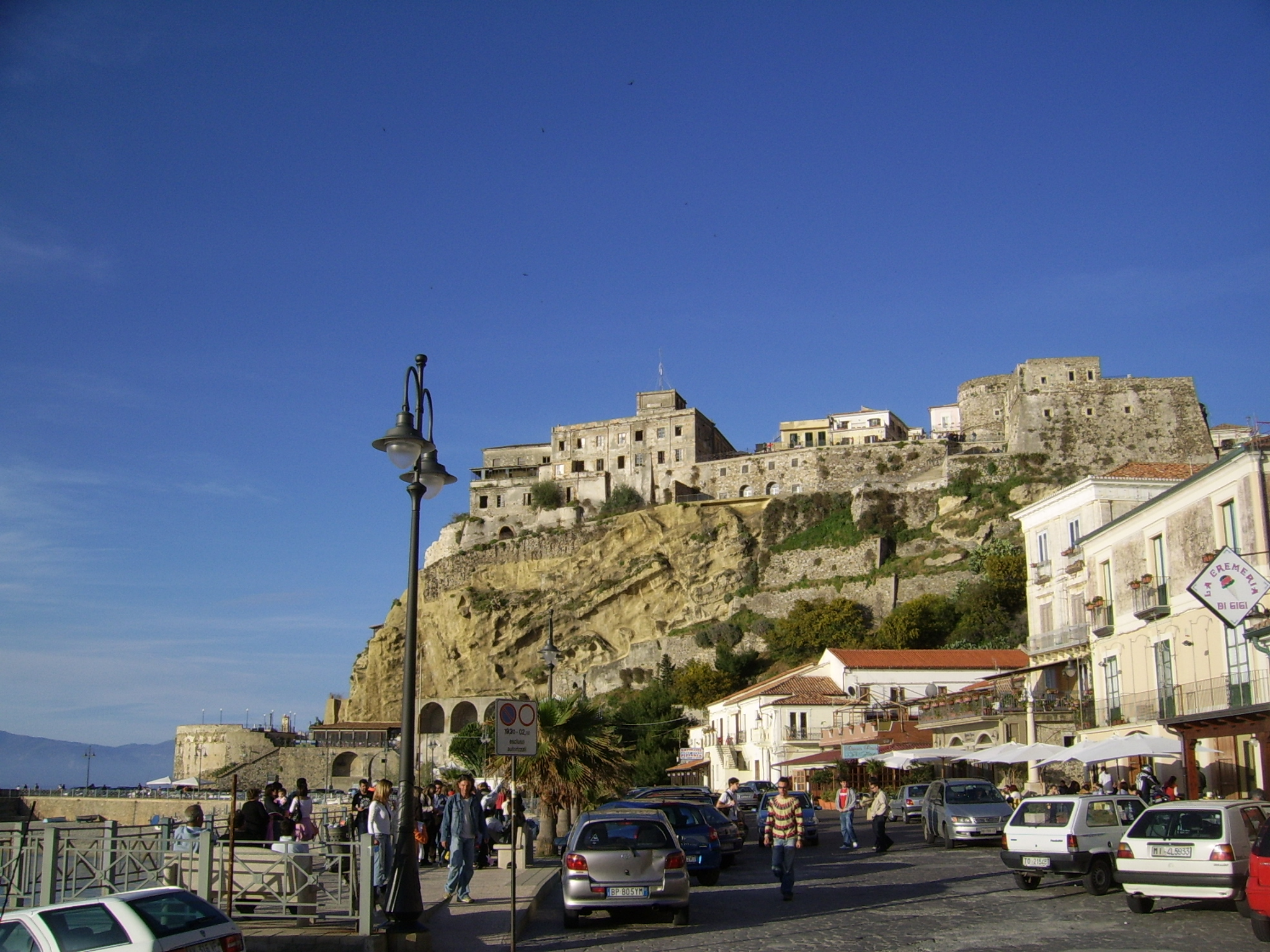
Castello Aragonese in Pizzo

## Persönlichkeiten
- Rocco Salomone (1883–1960), Politiker